# Not Another Christmas Song
Not Another Christmas Song è un singolo del gruppo musicale statunitense Blink-182, pubblicato nel 2019.

## Video musicale
Il videoclip, diretto da Johnny McHone, è stato reso disponibile attraverso il canale YouTube del gruppo ed è stato realizzato con la tecnica del claymation.

## Tracce
Download digitale
1. Not Another Christmas Song – 2:39

## Formazione
- Mark Hoppus – voce, basso
- Matt Skiba – voce, chitarra
- Travis Barker – batteria, percussioni